# Aregha abhaustella
Aregha abhaustella är en fjärilsart som beskrevs av Pierre Chrétien 1915. Aregha abhaustella ingår i släktet Aregha och familjen stävmalar. Inga underarter finns listade i Catalogue of Life.